# Macrochenus guerinii
Macrochenus guerinii är en skalbaggsart som först beskrevs av White 1858.  Macrochenus guerinii ingår i släktet Macrochenus och familjen långhorningar.
Artens utbredningsområde är Bangladesh. Inga underarter finns listade i Catalogue of Life.